# Renzo Saravia
Renzo Saravia (Villa María, 16 juni 1993) is een Argentijns voetballer die doorgaans speelt als rechtsback. In februari 2023 verruilde hij Botafogo voor Atlético Mineiro. Saravia maakte in 2018 zijn debuut in het Argentijns voetbalelftal.

## Clubcarrière
Saravia komt uit de jeugdopleiding van Belgrano en maakte ook zijn professionele debuut bij die club. Op 4 mei 2013 speelde hij voor het eerst mee in het eerste elftal, op bezoek bij Unión de Santa Fe. Belgrano kwam op voorsprong door een treffer van Lucas Aveldaño, waarna Juan Ignacio Cavallaro voor de eindstand tekende: 1–1. Saravia mocht van coach Ricardo Zielinski de hele wedstrijd meespelen. In de zomer van 2017 werd de vleugelverdediger op huurbasis overgenomen door Racing Club. Na dit seizoen besloot deze club ruim één miljoen euro te betalen om Saravia definitief over te nemen van Belgrano. In het seizoen 2018/19 kroonde Racing Club zich met Saravia tot Argentijns landskampioen. Hierop trok FC Porto de rechtsback aan voor circa vijfenhalf miljoen euro. Hij zette in Portugal zijn handtekening onder een verbintenis voor de duur van vier seizoenen. Na een halfjaar zonder speelminuten in de competitie werd de Argentijn verhuurd aan Internacional. In januari 2022 keerde hij terug naar FC Porto, waarop zijn contract in onderling overleg ontbonden werd. Saravia keerde daarna terug naar Brazilië, waar hij tot het einde van het kalenderjaar tekende voor Botafogo. Hierna stapte hij over naar Atlético Mineiro.

## Clubstatistieken
| Seizoen | Club             | Competitie       | Competitie | Competitie | Beker | Beker | Internationaal | Internationaal | Totaal | Totaal |
| Seizoen | Club             | Competitie       | Wed.       | Dlp.       | Wed.  | Dlp.  | Wed.           | Dlp.           | Wed.   | Dlp.   |
| ------- | ---------------- | ---------------- | ---------- | ---------- | ----- | ----- | -------------- | -------------- | ------ | ------ |
| 2012/13 | Belgrano         | Primera División | 8          | 0          | 1     | 0     | —              | —              | 9      | 0      |
| 2013/14 | Belgrano         | Primera División | 5          | 0          | 0     | 0     | 0              | 0              | 5      | 0      |
| 2014    | Belgrano         | Primera División | 8          | 0          | 0     | 0     | —              | —              | 8      | 0      |
| 2015    | Belgrano         | Primera División | 28         | 0          | 0     | 0     | 0              | 0              | 28     | 0      |
| 2016    | Belgrano         | Primera División | 6          | 0          | 4     | 0     | 0              | 0              | 10     | 0      |
| 2016/17 | Belgrano         | Primera División | 18         | 0          | 1     | 0     | —              | —              | 19     | 0      |
| 2017/18 | → Racing Club    | Primera División | 18         | 0          | 1     | 0     | 4              | 0              | 23     | 0      |
| 2018/19 | Racing Club      | Primera División | 21         | 0          | 5     | 0     | 3              | 0              | 29     | 0      |
| 2019/20 | FC Porto         | Primeira Liga    | 0          | 0          | 4     | 1     | 1              | 0              | 5      | 1      |
| 2020    | → Internacional  | Série A          | 13         | 0          | 0     | 0     | 3              | 0              | 16     | 0      |
| 2021    | → Internacional  | Série A          | 27         | 0          | 2     | 0     | 4              | 0              | 33     | 0      |
| 2022    | Botafogo         | Série A          | 25         | 0          | 4     | 0     | —              | —              | 29     | 0      |
| 2023    | Atlético Mineiro | Série A          | 28         | 0          | 3     | 0     | 9              | 0              | 40     | 0      |
| 2024    | Atlético Mineiro | Série A          | 39         | 1          | 9     | 1     | 8              | 0              | 56     | 2      |
| Totaal  | Totaal           | Totaal           | 244        | 1          | 34    | 2     | 32             | 0              | 310    | 3      |

Bijgewerkt op 28 november 2024.

## Interlandcarrière
Saravia maakte op 7 september 2018 zijn debuut in het Argentijns voetbalelftal. Een vriendschappelijke wedstrijd tegen Guatemala werd met 3–0 gewonnen door doelpunten van Gonzalo Martínez, Giovani Lo Celso en Giovanni Simeone. Saravia mocht van bondscoach Lionel Scaloni in de basis beginnen en hij speelde de gehele wedstrijd mee. De andere debutanten dit duel waren Gerónimo Rulli (Real Sociedad), Exequiel Palacios, Gonzalo Martínez (beiden River Plate), Giovanni Simeone (Fiorentina), Matías Vargas (Vélez Sarsfield), Santiago Ascacíbar (VfB Stuttgart), Alan Franco (Independiente), Franco Cervi (Benfica) en Walter Kannemann (Grêmio).
| Interlands van Renzo Saravia voor Argentinië | Interlands van Renzo Saravia voor Argentinië | Interlands van Renzo Saravia voor Argentinië | Interlands van Renzo Saravia voor Argentinië | Interlands van Renzo Saravia voor Argentinië | Interlands van Renzo Saravia voor Argentinië |
| №                                            | Datum                                        | Wedstrijd                                    | Uitslag                                      | Competitie                                   | Goals                                        |
| Als speler bij Racing Club                   | Als speler bij Racing Club                   | Als speler bij Racing Club                   | Als speler bij Racing Club                   | Als speler bij Racing Club                   | Als speler bij Racing Club                   |
| -------------------------------------------- | -------------------------------------------- | -------------------------------------------- | -------------------------------------------- | -------------------------------------------- | -------------------------------------------- |
| 1                                            | 7 september 2018                             | Argentinië – Guatemala                       | 3 – 0                                        | Vriendschappelijk                            |                                              |
| 2                                            | 16 oktober 2018                              | Brazilië – Argentinië                        | 1 – 0                                        | Vriendschappelijk                            |                                              |
| 3                                            | 16 november 2018                             | Argentinië – Mexico                          | 2 – 0                                        | Vriendschappelijk                            |                                              |
| 4                                            | 7 juni 2019                                  | Argentinië – Nicaragua                       | 5 – 1                                        | Vriendschappelijk                            |                                              |
| 5                                            | 15 juni 2019                                 | Argentinië – Colombia                        | 0 – 2                                        | Copa América 2019                            |                                              |
| 6                                            | 23 juni 2019                                 | Qatar – Argentinië                           | 0 – 2                                        | Copa América 2019                            |                                              |
| Als speler bij FC Porto                      |                                              |                                              |                                              |                                              |                                              |
| 7                                            | 9 oktober 2019                               | Duitsland – Argentinië                       | 2 – 2                                        | Vriendschappelijk                            |                                              |
| 8                                            | 13 oktober 2019                              | Argentinië – Ecuador                         | 6 – 1                                        | Vriendschappelijk                            |                                              |
| 9                                            | 18 november 2019                             | Argentinië – Uruguay                         | 2 – 2                                        | Vriendschappelijk                            |                                              |

Bijgewerkt op 28 november 2024.

## Erelijst
| Primera División | 1 | 2018/19 |